# Gare de Zeebruges-Plage
La gare de Zeebruges-Plage ou gare de Zeebrugge-Strand (en néerlandais : station Zeebrugge-Strand) est une gare ferroviaire belge de la ligne 51A, de Y Blauwe Toren à Zeebruges-Plage, située à Zeebruges-Plage sur le territoire de la ville de Bruges, dans la province de Flandre-Occidentale en Région flamande.

## Situation ferroviaire
Établie à 3 mètres d'altitude, la gare terminus voyageurs de Zeebrugge-Strand est située au point kilométrique (PK) 10,000 de la ligne 51A, de Y Blauwe Toren à Zeebruges-Plage, après la gare de Lissewege.

## Service des voyageurs

### Accueil
Halte SNCB, est un point d'arrêt non géré (PANG) à accès libre.

### Desserte
Zeebruges-Plage est desservie uniquement le samedi, le dimanche et les jours fériés, le reste du temps, la desserte se fait au départ de la gare de Zeebruges-Village.
Cependant, lors des vacances, tous les trains de la semaine ont Zeebruges-Plage comme terminus.
La desserte ordinaire des week-ends et fériés est constituée de trains Omnibus (L) à destination de Bruges et Gand-Saint-Pierre.
Lorsque les trains circulant du lundi au vendredi desservent Zeebruges-Plage, il s'agit de trains L à destination de Zeebruges-Plage, Gand-Saint-Pierre et Malines.

### Intermodalité
Elle permet un accès à pied à la plage.

## Comptage voyageurs
Le graphique et le tableau montrent le nombre de passagers qui en moyenne embarquent durant la semaine, le samedi et le dimanche.
| Nombre de voyageurs qui embarquent à la gare de Zeebruges-Plage | Nombre de voyageurs qui embarquent à la gare de Zeebruges-Plage | Nombre de voyageurs qui embarquent à la gare de Zeebruges-Plage | Nombre de voyageurs qui embarquent à la gare de Zeebruges-Plage |
|                                                                 | Semaine                                                         | Samedi                                                          | Dimanche                                                        |
| --------------------------------------------------------------- | --------------------------------------------------------------- | --------------------------------------------------------------- | --------------------------------------------------------------- |
| 2000                                                            | -                                                               | -                                                               | -                                                               |
| 2001                                                            | -                                                               | 40                                                              | 31                                                              |
| 2002                                                            | -                                                               | 57                                                              | 42                                                              |
| 2003                                                            | -                                                               | 72                                                              | 47                                                              |
| 2004                                                            | -                                                               | 59                                                              | 42                                                              |
| 2005                                                            | -                                                               | 48                                                              | 39                                                              |
| 2006                                                            | -                                                               | 38                                                              | 26                                                              |
| 2007                                                            | -                                                               | 58                                                              | 44                                                              |
| 2008                                                            | -                                                               | -                                                               | -                                                               |
| 2009                                                            | -                                                               | 35                                                              | 33                                                              |
| 2010                                                            | -                                                               | -                                                               | -                                                               |
| 2011                                                            | -                                                               | -                                                               | -                                                               |
| 2012                                                            | -                                                               | 24                                                              | 30                                                              |
| 2013                                                            | -                                                               | 25                                                              | 32                                                              |
| 2014                                                            | -                                                               | 28                                                              | 26                                                              |
| 2015                                                            | -                                                               | 22                                                              | 29                                                              |
| 2016                                                            | -                                                               | 36                                                              | 46                                                              |
| 2017                                                            | -                                                               | 63                                                              | 64                                                              |
| 2018                                                            | -                                                               | 71                                                              | 60                                                              |
| 2019                                                            | -                                                               | 35                                                              | 42                                                              |
| 2020                                                            | -                                                               | 177                                                             | 159                                                             |
| 2021                                                            | -                                                               | -                                                               | -                                                               |
| 2022                                                            | -                                                               | 160                                                             | 172                                                             |
| 2023                                                            | -                                                               | 153                                                             | 136                                                             |
| 2024                                                            | -                                                               | 140                                                             | 140                                                             |

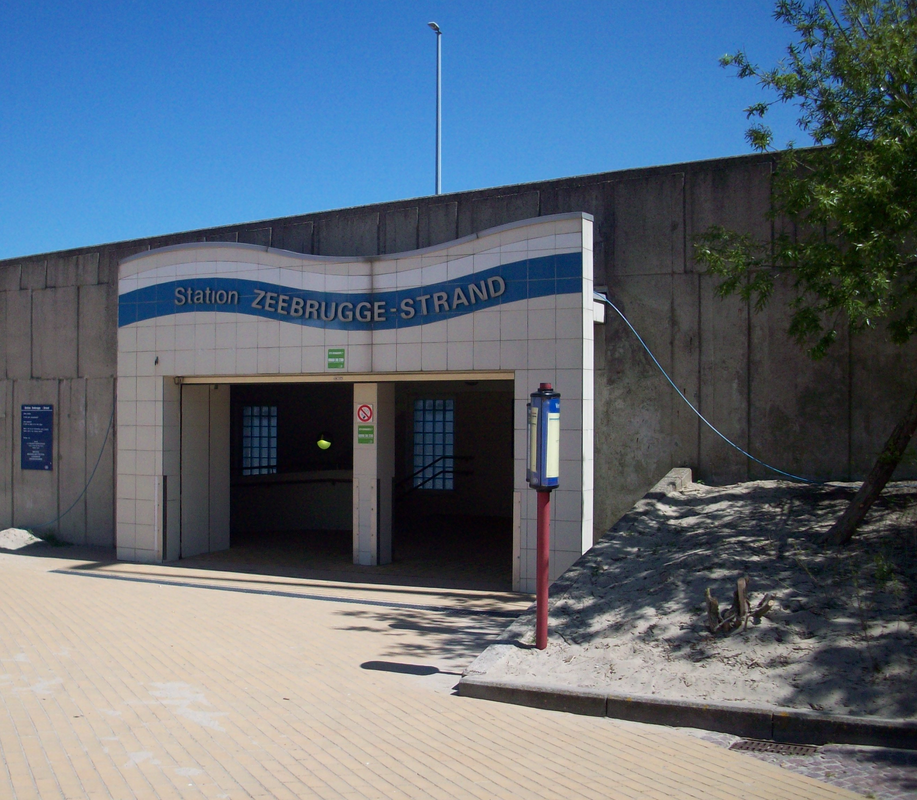
Accès à la station
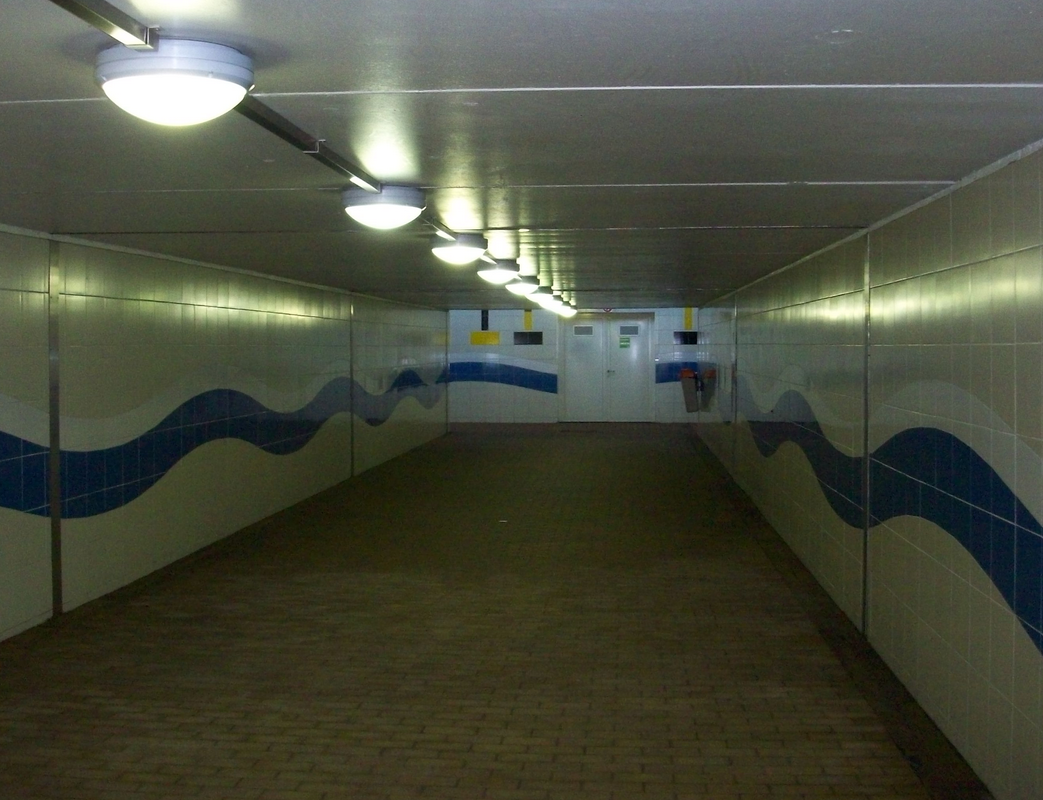
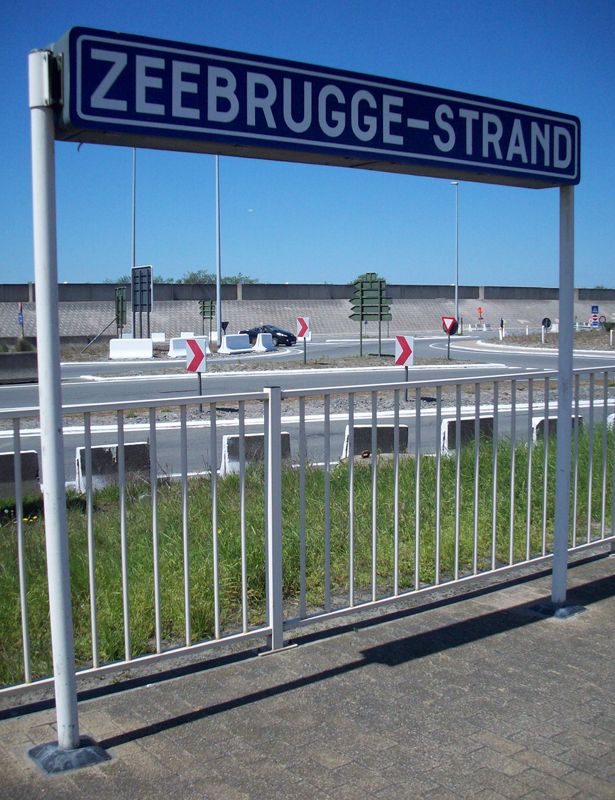
Panneau de quai